# Okręty podwodne typu S-1
Okręty podwodne typu S-1 – amerykańskie okręty podwodne z dwudziestolecia międzywojennego i II wojny światowej. Okręty S-1 zostały wybudowane przez stocznie Fore River Shipyard i Union Iron Works według projektu stoczni Holland-EB w ramach programu United States Navy zmierzającego do budowy okrętów podwodnych nowego typu S. Projekt byłej stoczni Johna Hollanda stanowił trzon floty okrętów typu S w okresie międzywojennym, jednak podczas II wojny światowej był już przestarzały. Stąd też okręty tego typu wypełniały jedynie drugoplanowe zadania bojowe. Jeden z nich, S-25, został przez Stany Zjednoczone przekazany marynarce brytyjskiej, która następnie oddała go polskiej marynarce wojennej, w której służył i zatonął w maju 1942 jako ORP „Jastrząb”. Ostatecznie wszystkie ocalałe do czasu zakończenia wojny jednostki zostały wycofane ze służby do roku 1946.

## Geneza
Pod koniec I wojny światowej, marynarka wojenna zastosowała nowe dla siebie podejście do budowy okrętów podwodnych. Okręty wcześniejszych typów i serii budowane były przez prywatne stocznie na podstawie przedstawionych przez US Navy wymagań. W przypadku typu S ("S-boats") okręty miały być efektem konkurencji między przedsiębiorstwami. 

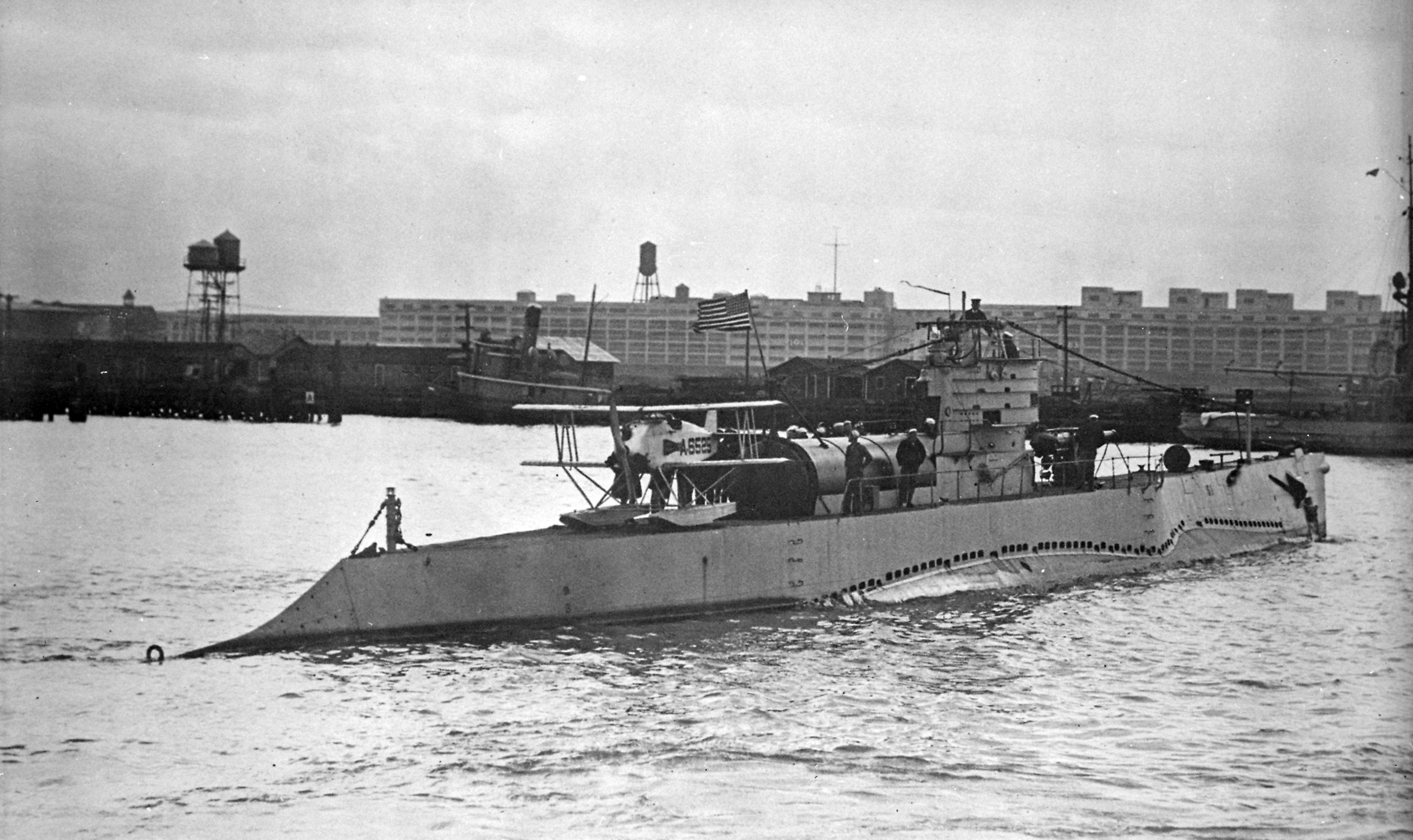
USS S-1 (SS-105) z wodnosamolotem Martin MS-1 na pokładzie w 1923 roku

Stocznia Electric Boat (EB) (sukcesor stoczni założonej przez Johna Hollanda) otrzymała od marynarki kontrakt na konstrukcję i budowę jednego okrętu oznaczonego jako „S-1”, konstrukcja i budowa drugiej jednostki – „S-2”, została powierzona założonej przez innego słynnego wynalazcę Simona Lake’a stoczni Lake Torpedo Boat Company, „S-3” natomiast został opracowany przez samą marynarkę, a jego budowę powierzono należącej do US Navy stoczni Portsmouth Navy Yard w Kittery w stanie Maine. Zamierzeniem marynarki był wybór najlepszych cech każdej z konstrukcji i opracowanie na tej podstawie jednego typu okrętu, który zostanie skierowany do produkcji seryjnej. Budowę pierwszego okrętu typu S rozpoczęto 17 grudnia 1917 w należącej do Bethlehem Steel stoczni Fore River Shipyard. Jego wodowanie nastąpiło 26 października 1918 roku, wejście zaś do służby 5 czerwca 1920 roku. Po zakończeniu wojny w listopadzie 1918 roku, budowa okrętów została znacznie spowolniona, jednakże do 1925 roku wyprodukowano 51 okrętów serii „S” wszystkich wersji – w tym 31 według projektu Holland-EB.

## II wojna światowa
Po wybuchu wojny 6 okrętów przekazano Royal Navy, która jedną jednostkę udostępniła polskiej Marynarce Wojennej (ORP „Jastrząb”). 5 okrętów utracono podczas II wojny światowej. Okręty w czasie wojny uznawane były za już przestarzałe i wykorzystywano przede wszystkim do celów pomocniczych: rozpoznawczych, transportowych czy szkolnych. Jednostki, które przetrwały wojnę, zostały złomowane w 1946.